# Guanahani

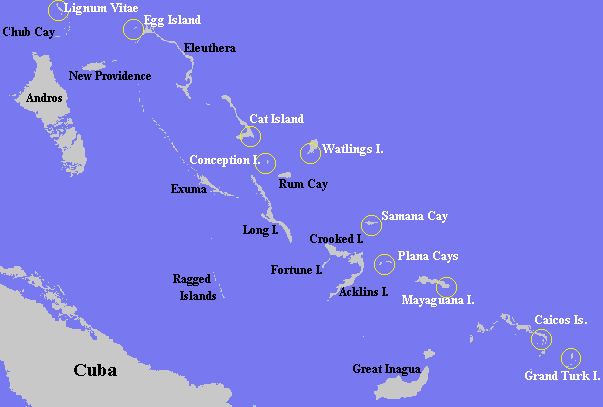
prawdopodobne lokalizacje wyspy Guanahani

Guanahani – używana przez rdzennych mieszkańców nazwa jednej z wysp w archipelagu Bahamów, na której 12 października 1492 podczas pierwszej swej wyprawy wylądował po ponad dwumiesięcznym rejsie Krzysztof Kolumb.
Nie ma zgodności wśród historyków, która to była w rzeczywistości wyspa. Przez wiele lat uważano, że była to Wyspa Watlinga, zwana dziś San Salvador, ale od około 1986 uważa się, że bardziej prawdopodobna jest niewielka Samana Cay.
Inni badacze wskazują na wyspy Plana Cays, Wielki Turk (w brytyjskim terytorium Turks i Caicos), rzadziej na Mayaguana, Conception, East Caicos (w Turks i Caicos), Lignum Vitae Cay, Cat Island lub Egg.